# Факкинетти де Нуче, Джованни Антонио
Джованни Антонио Факкинетти де Нуче младший (итал. Giovanni Antonio Facchinetti de Nuce; 10 марта 1575, Болонья, Папская область — 18 мая 1606, Рим, Папская область) — итальянский куриальный кардинал. Кардинал-дьякон с 18 декабря 1591 по 4 марта 1592. Кардинал-священник с титулом церкви Санти-Куаттро-Коронати с 4 марта 1592 по 18 мая 1606.

## Ранние годы и образование
Родился Джованни Антонио Факкинетти де Нуче 10 марта 1575 года, в Болонье, происходил из патрицианской семьи. Сын сенатора Чезаре Факкинетти, первого маркиза Вианино и Джованны Сампьери. Дядя кардинала Чезаре Факкинетти (1643 и внучатый племянник Папы Иннокентия IX (1591) по линии своей матери. Его фамилия также указана как Факкинетти делла Ноче и как только Факкинетти..
Образование получил под руководством своего двоюродного дедушки, потому что с юных лет его родители оторвали его от книг.
Аббат-коммендатарий Сан-Филарето-ди-Семинара и Санта-Мария-де-Молокки-ди-Семинара с 1575 года. Референдарий Трибуналов Апостольской Сигнатуры милости и справедливости. Возведён в кардиналы когда ему было 16 лет..
Где, когда и кем был рукоположен в священники информация была не найдена.

## Кардинал
Возведён в кардинала-дьякона на консистории от 8 декабря 1591 года. Кардинал-племянник. Кастелян замка Святого Ангела с 1591 года. 30 декабря 1591 года избран генералом 500 военнослужащих для охраны Конклава. 
Участвовал в Конклаве 1592 года, который избрал Папу Климента VIII. Возведён в сан кардиналов-священников с разрешением на то, что он ещё не достиг канонического возраста. 4 марта 1592 года получил красную шляпу и титул церкви Санти-Куаттро-Коронати.
Участвовал в первом Конклаве 1605 года, который избрал Папу Льва XI. Участвовал во втором Конклаве 1605 года, который избрал Папу Павла V. Апостольский протонотарий в 1606 году. Аудитор Священной Консульты в 1606 году.
Скончался кардинал Джованни Антонио Факкинетти де Нуче 18 мая 1606 года, в Риме. Похоронен в кармелитской церкви Санта-Мария-делла-Скала, в Риме.